# ائتمان اجتماعي

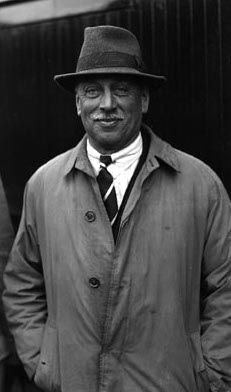

الائتمان الاجتماعي هو فلسفة متعددة التخصصات والتوزيع طورها سي إتش دوغلاس (1879-1952)، وهو مهندس بريطاني نشر كتابًا يحمل هذا الاسم عام 1924، ويشمل الاقتصاد والعلوم السياسية والتاريخ والمحاسبة. صُممت سياسة الائتمان الاجتماعي، حسب دوغلاس، لتوزيع القوة الاقتصادية والسياسية على الأفراد. كتب دوغلاس، «صُنعت الأنظمة للرجال، ولم يُصنع الرجال للأنظمة، واهتمام الإنسان بالتنمية الذاتية يجب أن يوضع فوق كل نظام، سواء كان لاهوتيًا أو سياسيًا أو اقتصاديًا». قال دوغلاس أن المقرضين الاجتماعيين يريدون بناء حضارة جديدة على أساس «الأمن الاقتصادي المطلق» للفرد، حيث «سيجلسون كل شخص تحت كرمته وتحت شجرة التين الخاصة به، ولن يخيفهم أحد». تابع دوغلاس بكلماته، «ما نطلبه حقًا من الوجود ليس أن نوضع في مدينة أحدهم الفاضلة، بل أن نكون في وضع يسمح لنا ببناء المدينة الفاضلة الخاصة بنا».
أثناء إعادة تنظيم العمل في فارنبورو، خلال الحرب العالمية الأولى، لاحظ دوغلاس أن إجمالي التكاليف الأسبوعية للسلع المنتجة كانت أكبر من المبالغ المدفوعة للأفراد مقابل الأجور والرواتب وعوائد الأسهم. يبدو أن هذا يتناقض مع نظرية ريكاردو للاقتصاد الكلاسيكي، بأن جميع التكاليف تُوزّع في وقت واحد كقوة شرائية. بسبب الاضطراب الظاهري بين طريقة تدفق الأموال وأهداف الصناعة (حسب رأيه)، قرر دوغلاس تطبيق الأساليب الهندسية على النظام الاقتصادي.
جمع دوغلاس بيانات من أكثر من 100 شركة بريطانية كبيرة ووجد أنه في كل الحالات تقريبًا، باستثناء حالة إفلاس الشركات، كانت المبالغ المدفوعة رواتب وأجور وأرباح أقل دائمًا من إجمالي تكاليف السلع والخدمات المنتجة كل أسبوع: لم يكن لدى المستهلكين دخل كافٍ لإعادة شراء ما صنعوه أو ما أنتجوه. نشر ملاحظاته واستنتاجاته في مقال بمجلة «ذا إنغليش ريفيو»، حيث اقترح أننا «نعيش في ظل نظام محاسبة يجعل تسليم سلع البلاد وخدماتها لنفسها مستحيل من الناحية التقنية». قام لاحقًا بإضفاء الطابع الرسمي على هذه الملاحظة في نظرية أ + ب. اقترح دوغلاس القضاء على هذا الاختلاف بين إجمالي الأسعار وإجمالي الدخل عبر زيادة القوة الشرائية للمستهلكين من خلال العائد الوطني وآلية للسعر المعوّض.
بحسب دوغلاس، فإن الغرض الحقيقي للإنتاج هو الاستهلاك، أما الإنتاج فيجب أن يخدم المصالح الحقيقية التي يعبر عنها المستهلكون. من أجل تحقيق هذا الهدف، كان يعتقد أنه يجب أن يكون لكل مواطن إرث مفيد غير مباشر في رأس المال الجماعي الممنوح، عبر الوصول الكامل للسلع الاستهلاكية المضمونة بالمكاسب الوطنية والسعر المعوض. يعتقد دوغلاس أن المستهلكين، الذين يُزودون بالقدرة الشرائية الكافية، سيضعون سياسة الإنتاج من خلال ممارستهم للتصويت النقدي. من وجهة النظر هذه، فإن مصطلح الديمقراطية الاقتصادية لا يعني سيطرة العمال على الصناعة، إنما السيطرة الديمقراطية على الائتمان. إذا أزلنا سياسة الإنتاج من يد المؤسسات المصرفية والحكومة والصناعة، يتصور دوغلاس الائتمان الاجتماعي «أرستقراطية من المنتجين تخدم ديموقراطية المستهلكين وتستمد شرعيتها منهم».
جذبت مقترحات السياسة المتعلقة بالائتمان الاجتماعي اهتمامًا واسعًا في العقود بين الحربين العالميتين في القرن العشرين لصلتها بالظروف الاقتصادية في ذلك الوقت. لفت دوغلاس الانتباه إلى زيادة الطاقة الإنتاجية مقابل القوة الشرائية للمستهلكين، وهي الملاحظة التي أدلى بها أيضًا جون ماينارد كينز في كتابه، النظرية العامة للتوظيف والفائدة والمال. في حين شارك دوغلاس كينز بعض انتقاداته للاقتصاد الكلاسيكي، إلا أن الرجلين اختلفا بعلاج المشكلة. لا تزال بقايا الائتمان الاجتماعي موجودة داخل أحزاب الائتمان الاجتماعي في جميع أنحاء العالم، ولكن ليس بالشكل الصافي الذي قدمه دوغلاس.

## النظرية الاقتصادية

### عناصر الإنتاج والقيمة
اختلف دوغلاس مع الاقتصاديين الكلاسيكيين الذين اعترفوا بثلاثة عوامل فقط للإنتاج هي الأرض والعمل ورأس المال. في حين لم ينكر دوغلاس دور هذه العوامل في عملية الإنتاج، إلا أنه اعتبر «الميراث الثقافي للمجتمع» العامل الأساسي. لقد عرّف الميراث الثقافي بأنه المعرفة والتقنيات والعمليات التي تراكمت عندنا بشكل متزايد من أصول الحضارة. وبالتالي، ليس على البشرية أن تستمر في إضاعة الوقت لابتكار ما هو موجود أصلًا. «نحن مجرد إداريين لهذا الميراث الثقافي، من هنا فإن الميراث الثقافي هو ملك لنا جميعًا، دون استثناء». ادعى آدم سميث وديفيد ريكاردو وكارل ماركس أن العمل يخلق كل القيمة. في الوقت الذي لم ينف فيه دوغلاس أن جميع التكاليف تتعلق في نهاية المطاف برسوم العمل بشكل أو بآخر، نفى أن تكون العمالة الحالية في العالم هي التي تخلق كل الثروة. ميز دوغلاس بعناية بين القيمة والتكاليف والأسعار، وادعى أن أحد العوامل المساهمة بالتوجيه الخاطئ للفكر من حيث طبيعة ووظيفة المال كان هاجس الاقتصاديين بقيمة كل شيء وعلاقة تلك القيمة بالأسعار وبالدخل. بينما اعترف دوغلاس بـ «القيمة بالاستخدام» كنظرية مشروعة للقيم، اعتبر أن القيم ذاتية وغير قابلة للقياس بطريقة موضوعية، وبالتالي رفض فكرة دور المال كمعيار أو مقياس للقيمة. يعتقد دوغلاس أن المال يجب أن يعمل كوسيلة اتصال يوجه المستهلكون من خلالها توزيع الإنتاج.

### التخريب الاقتصادي
ترتبط نظرية الإرث الاجتماعي للتخريب الاقتصادي ارتباطًا وثيقًا بمفهوم الميراث الثقافي كأحد عوامل الإنتاج. في حين يعتقد دوغلاس أن عامل التراث الثقافي للإنتاج هو العامل الأساسي في زيادة الثروة، إلا أنه يعتقد أيضًا أن التخريب الاقتصادي هو العامل الأساسي في تقليلها. كان دوغلاس يعتقد أن كل الإنتاج يجب أن يزيد الرفاهية الشخصية. لذلك، فإن الإنتاج الذي لا يزيد الرفاهية الشخصية بشكل مباشر هو هدر أو تخريب اقتصادي.
«إن التأثير الاقتصادي لفرض كل الهدر في الصناعة على المستهلك يحد من قدرته الشرائية بحيث يجب تصدير نسبة متزايدة من المنتج. أثر ذلك على العامل هو أنه يتعين عليه القيام بأضعاف العمل الذي يجب أن يكون ضروريًا لإبقائه في أعلى مستوى من المعيشة، نتيجة لإغراء مصطنع لإنتاج أشياء لا يريدها، أو أشياء لا يمكنه شراؤها، أو أشياء ليست ذات فائدة لتحقيق مستوى الرفاه الداخلي».
في الطرق الحديثة للمحاسبة، يضطر المستهلك لدفع جميع تكاليف الإنتاج، بما في ذلك الهدر. التأثير الاقتصادي لفرض رسوم على المستهلك مع كل الهدر في الصناعة هو أن المستهلك يضطر للقيام بعمل أكبر بكثير مما هو ضروري. يعتقد دوغلاس أن الجهد المهدور يمكن أن يرتبط مباشرة بالارتباك فيما يتعلق بهدف النظام الاقتصادي، وبالمعتقد السائد الذي يقول أن النظام الاقتصادي موجود لتوفير فرص العمل من أجل توزيع السلع والخدمات.

### هدف الاقتصاد
زعم دوغلاس أن هناك ثلاثة بدائل ممكنة للسياسات فيما يتعلق بالنظام الاقتصادي:
1. أول هذه البدائل حكومة مقنعة، يتمثل هدفها الأساسي، إن لم يكن الوحيد، بفرض نظام للفكر والعمل على العالم.
2. البديل الثاني يشبه الأول نوعًا ما، لكنه أبسط. يفترض أن الهدف الأساسي للنظام الصناعي هو توفير العمالة.
3. أما البديل الثالث، وهو الأبسط، فهو بسيط لدرجة أنه يبدو غير مفهوم تمامًا للأغلبية، ويقول إن هدف النظام الصناعي هو توفير السلع والخدمات فقط.[10]

يعتقد دوغلاس أن البديل الثالث هو الذي يجب أن يُبنى عليه النظام الاقتصادي، لكن اختلاط الأفكار سمح للنظام الصناعي بأن يُحكم بالهدفين الأولين. إذا كان الغرض من نظامنا الاقتصادي هو تقديم الحد الأقصى من السلع والخدمات بأقل قدر ممكن من الجهد، فإن القدرة على تقديم السلع والخدمات بأقل قدر من العمل أمر مرغوب فيه. اقترح دوغلاس أن البطالة هي نتيجة منطقية للآلات التي تحل محل العمالة في العملية الإنتاجية، وأي محاولة لعكس هذه العملية من خلال السياسات المصممة لتحقيق التوظيف الكامل ستخرب بشكل مباشر إرثنا الثقافي.